# حسين حقاني
حسين حقاني (1 يوليو 1956) هو أكاديمي ودبلوماسي باكستاني عمل سفيرًا لبلاده إلى سريلانكا والولايات المتحدة. يعمل حاليًا رئيسًا لشؤون جنوب وشرق آسيا في معهد هدسون بواشنطن. هو عضو سابق في الرابطة الإسلامية الباكستانية. ألف كتابان عن باكستان:
- باكستان: بين المسجد والقوات المسلحة
- الأوهام المهيبة: باكستان، الولايات المتحدة، تاريخ ملحمي من سوء التفاهم.

## روابط خارجية
- حسين حقاني على موقع IMDb (الإنجليزية)
- حسين حقاني على موقع كينوبويسك (الروسية)